# عنزة (عمارة)

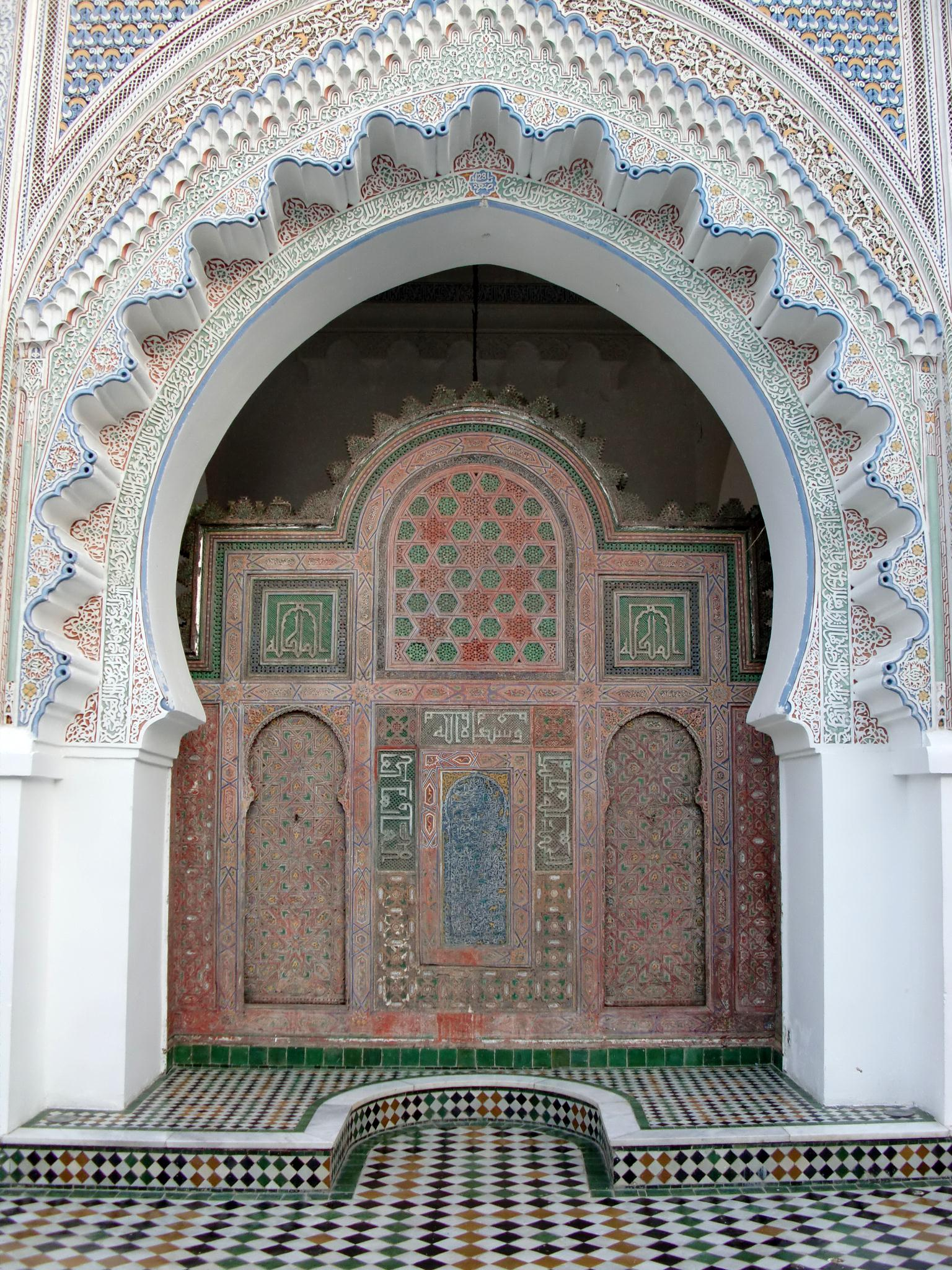
عنزة جامع القرويين في فاس تعود إلى عام 1290 م

العنزة مصطلح يشير إلى رمح قصير أو عصا لتحديد اتجاه الصلاة (القبلة)، اكتسبت أهمية دينية في السنوات الأولى للإسلام بعد أن زرع النبي محمد رمحه في الأرض جهة القبلة. وأصبحت لاحقًا مصطلحًا معماريًا للإشارة إلى محراب خارجي في مسجد، لا سيما في المغرب العربي.

## التاريخ والأصل
كانت العنزة رمح النبي محمد (المعروف أيضًا باسم حربة) وظهرت لأول مرة كجزء من طقوس المسلمين في عام 624 م (2 هـ)، عندما احتفل محمد بأول عيد الفطر. فلما وصل محمد والمسلمون إلى المصلى، وضع الرمح في الأرض واستخدمه للإشارة إلى اتجاه الصلاة (القبلة)، تمامًا مثل المحراب في المساجد اللاحقة. استخدم الرمح بهذه الطريقة مرة أخرى في عيد الأضحى من نفس العام. توسع الخلفاء الأوائل في هذه الممارسة، مما جعل من المعتاد حمل عصا أو سيف أو قوس في المناسبات الاحتفالية عند صعود المنبر، مما يرمز إلى السلطة. تظهر صورة العنزةالمزروعة أمام عقد المحراب أيضًا على بعض العملات الأموية المبكرة.

## ميزة معمارية
ربما تعلق الاستعمال الرمزي مؤشرًا للقبلة في وقت مبكر، فإن مصطلح «عنزة» جاء في وقت لاحق لتصف ميزةً معمارية في العديد من المساجد في غرب المغرب العربي والمغرب. استخدمت محرابًا «خارجيًا» أو «صيفيًا»، وعادةً ما يكون حاجزًا خشبيًا مزخرفًا يقف عند الحد الفاصل بين صحن المسجد وقاعة الصلاة الداخلية والتي تتماشى مع محور المحراب المركزي بالمسجد. وبالتالي يمكن أن تكون هذه العنزة بمثابة محراب للصلاة في الخارج في الفناء. غالبًا ما كانت الشاشة الخشبية تُحفر وتُطلى بزخارف محراب منمنمة ونقوش أخرى. يمكن أن تكون العنزة أيضًا علامة بسيطة على الرصيف أو أرضية الفناء أمام المدخل المركزي لقاعة الصلاة؛ على سبيل المثال، أخدود نصف دائري أو تجويف في منتصف الدرجة المؤدية إلى المدخل.
شيدت العنزة الخشبية في المساجد عبر المغرب والمغرب العربي. وأصبحت في المغرب سمة معيارية لـ «المساجد الكبرى» أو مساجد الجمعة على وجه الخصوص. أقدم مثال على ذلك هي عنزة مسجد الأندلسيين في فاس، والذي يعود تاريخها إلى عام 1209 (من فترة الموحدين). أيضا تذكر المصادر التاريخية على عنزة أثرية، والتي يعود تاريخها إلى 1129 (خلال المرابطين الفترة)، في مسجد القرويين في فاس، لكنه لم يعد موجودا اليوم واستبدلت من قبل المرينيين عنزة التي كانت ملفقة بين 1288 و 1290. العنزة في المسجد الكبير في فاس الجديد، والتي من المحتمل أن تعود إلى بناء المسجد عام 1276، متشابهة جدًا وقد تكون أقدم عنزة مرينية. عثر على مثال مشابه أيضا في المسجد الكبير في مكناس ولكن شُيد بعد ذلك بكثير في عام 1715 (خلال عهد العلوية السلطان مولاي إسماعيل). تشمل بعض الأمثلة الأخرى لما بعد المرينيين أيضًا عنزة مسجد المواسين في القرن السادس عشر في مراكش (من فترة السعديين). من ناحية أخرى، فإن عنزة مسجد باب دكالة القريب من المعاصر في مراكش هو بديل حديث للجامع الأصلي.

## معرض صور

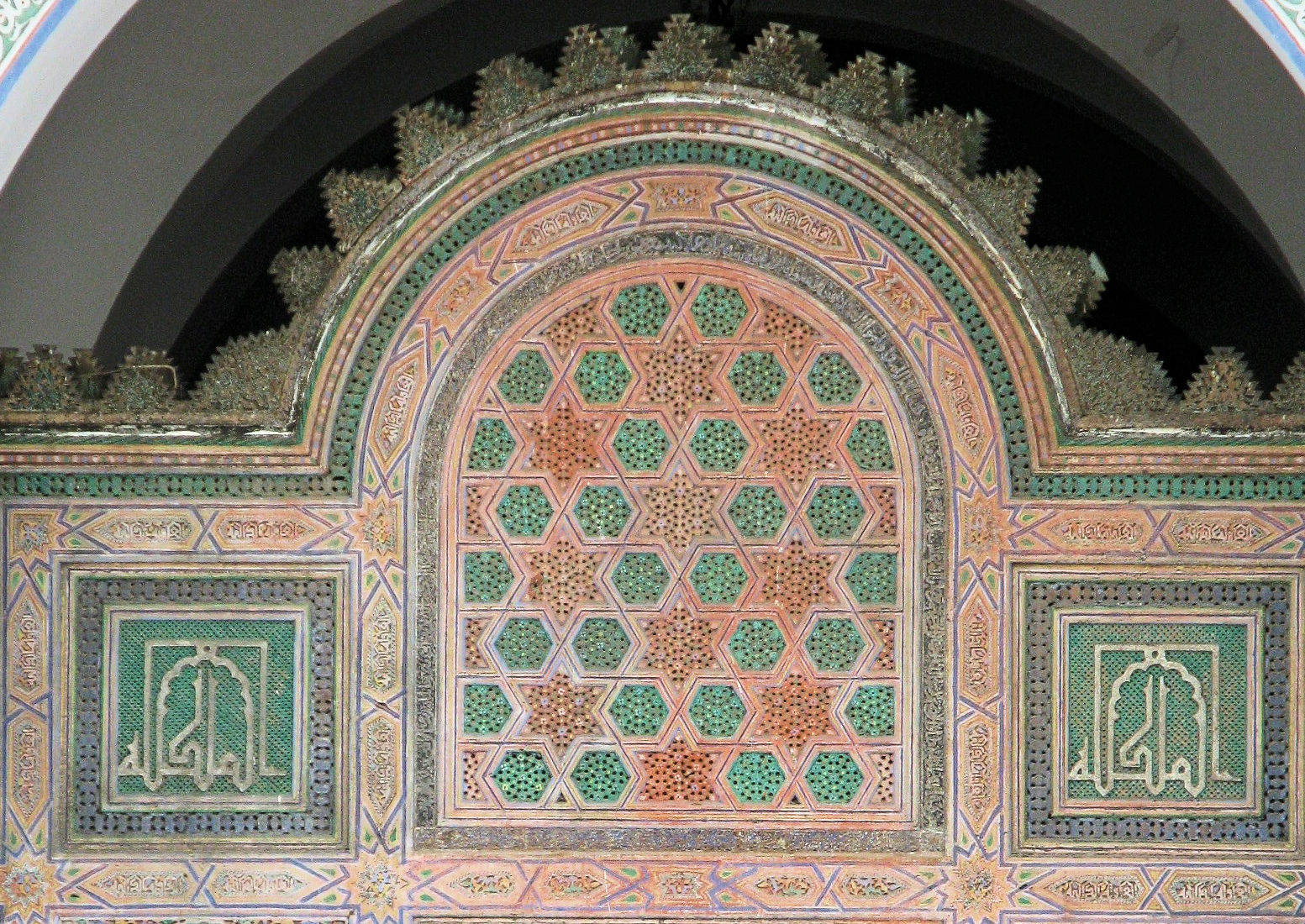
تفاصيل عنزة جامع القرويين
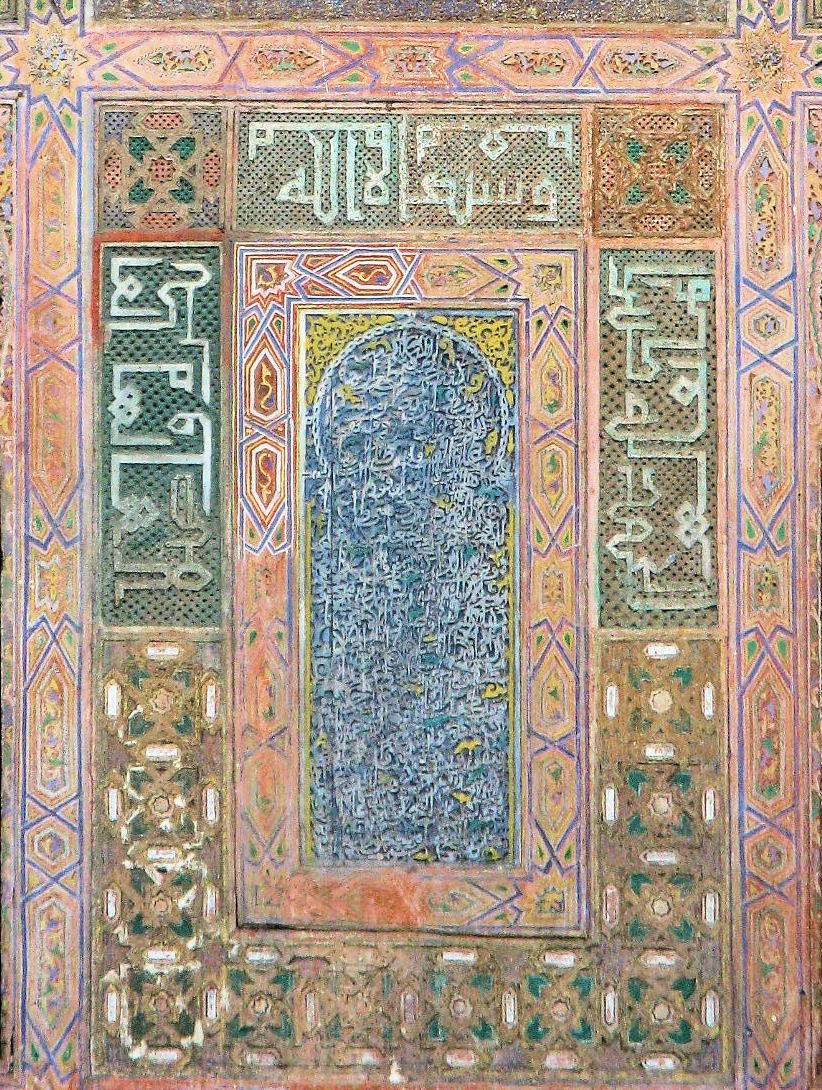
تفاصيل عنزة جامع القرويين (وسط سفلي)
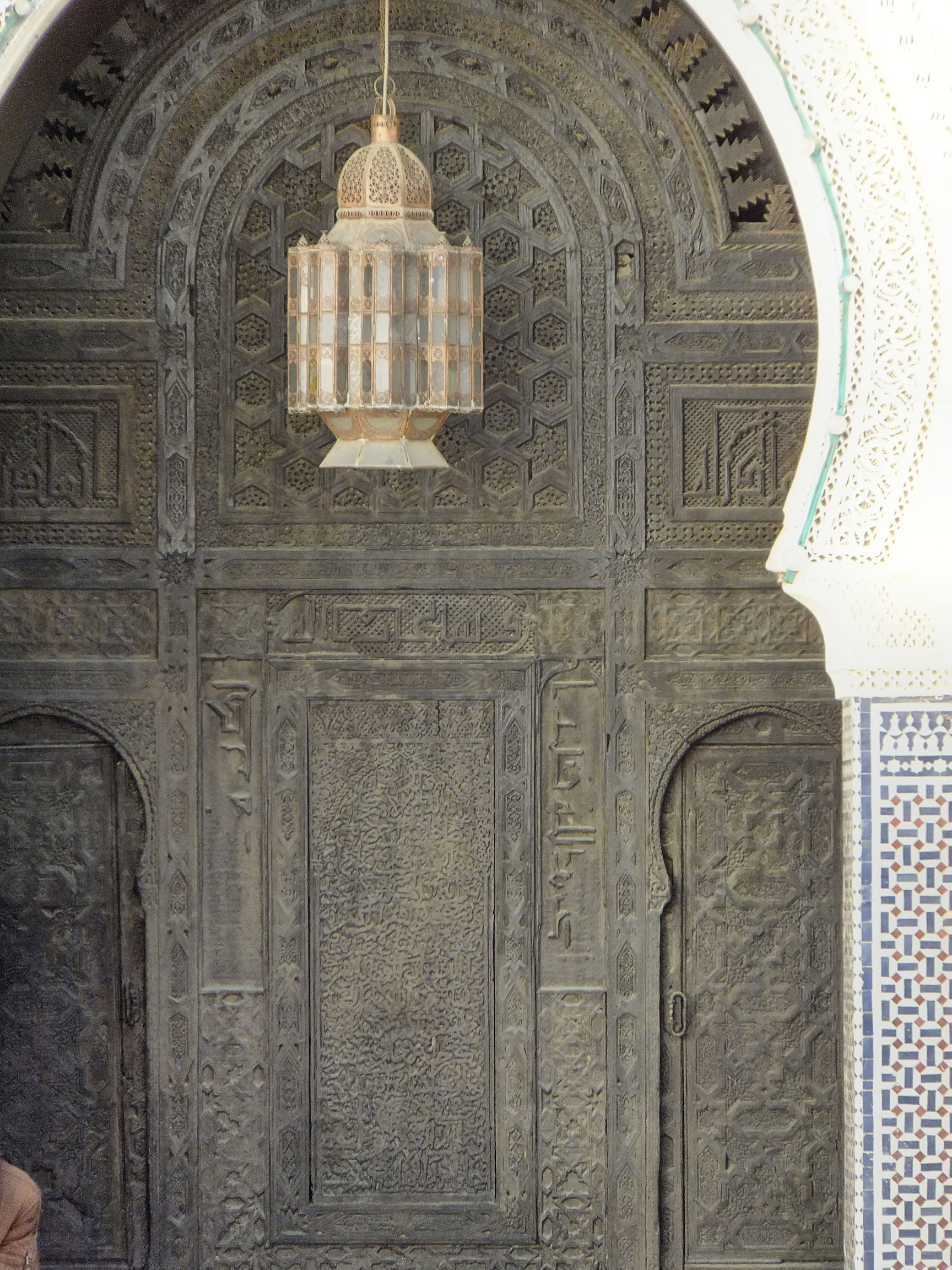
عنزة الجامع الكبير في مكناس يعود تاريخها إلى عام 1715 (ربما تعود إلى نماذج المرينية سابقة)